# Cantó de Lignières
El cantó de Lignières és un cantó francès del departament del Cher, situat al districte de Saint-Amand-Montrond. Té 9 municipis i el cap és Lignières.

## Municipis
- La Celle-Condé
- Chezal-Benoît
- Ineuil
- Lignières
- Montlouis
- Saint-Baudel
- Saint-Hilaire-en-Lignières
- Touchay
- Villecelin

## Història
| Data d'elecció                           | Identitat       | Partit                    | Qualitat |
| ---------------------------------------- | --------------- | ------------------------- | -------- |
| 1945-1955                                | M. Lautissier   | radical                   |          |
| 1955-1973                                | M. Aubailly     | radical                   |          |
| 1973-1985                                | M. Nardet       | PS                        |          |
| 1985-1998                                | Pierre Roumet   | Divers droite             |          |
| 1998-2004                                | Agnès Chevauché | PS                        |          |
| 2004-2008                                | Henri Bernadet  | PS, després divers gauche |          |
| 2008-                                    | Janine Bernadet | PS                        |          |
| les dades anteriors no són pas conegudes |                 |                           |          |
|                                          |                 |                           |          |

## Demografia
| A partir de 1990: Població sense dobles comptes |